# La Naissance D’Un Rêve
La Naissance D’Un Rêve ist das zweite Album von Lacrimas Profundere. Es erschien 1997 bei Witchhunt Records und wurde bei Zinnkopf Audio in Siegsdorf aufgenommen. Der Titel ist französisch und bedeutet „Die Geburt eines Traums“.

## Musikstil
Das Album vereint diverse Metalspielarten wie Doom, Death und Gothic Metal. Der Gesang ist dabei hauptsächlich im typischen Death-Metal-„Growl“-Stil. Es sind aber auch einige „clean“ und von der Sängerin Anja Hötzendorfer in Sopranstimme gesungene Passagen zu hören. Für die damalige Zeit eher ungewöhnlich ist die Instrumentierung, die neben den typischen Rockinstrumenten auch Violine und Querflöte beinhaltet.

## Wiederveröffentlichungen
Das Album wurde insgesamt dreimal wieder veröffentlicht:
- 2002 in Korea von Sail Productions mit 2 Bonustracks[1]
- 2002 in Mexiko von Scarecrow Records als Teil des Doppelalbums The Fallen Years mit einem Bonustrack[2]
- 2003 in Russland von Irond Ltd. mit einem Bonustrack[3]

Vier der sechs auf dem ursprünglichen Release enthaltenen Songs wurden auf allen Wiederveröffentlichungen jeweils um mehrere Minuten gekürzt.

## Titellisten
Ursprüngliche Witchhunt Records Veröffentlichung (1997)
1. A Fairy's Breath – 12:57
2. Priamus – 11:23
3. Lilienmeer – 2:32
4. The Gesture Of The Gist – 10:15
5. An Orchid For My Withering Garden – 6:35
6. Enchanted And In Silent Beauty – 11:46

Korea Sail Productions Veröffentlichung (2002)
1. A Fairy's Breath – 9:35
2. Priamus – 9:55
3. Lilienmeer – 2:29
4. The Gesture Of The Gist – 7:47
5. An Orchid For My Withering Garden – 6:33
6. Enchanted And In Silent Beauty – 7:32
7. Eternal Sleep (Orchestral Version) (Bonustrack) – 4:33
8. The Meadows Of Light (Bonustrack) – 4:06

The Fallen Years (Scarecrow Records) und Russland (Irond Ltd.) Veröffentlichungen (2002 & 2003)
1. A Fairy's Breath – 9:35
2. Priamus – 9:55
3. Lilienmeer – 2:29
4. The Gesture Of The Gist – 7:47
5. An Orchid For My Withering Garden – 6:33
6. Enchanted And In Silent Beauty – 7:32
7. The Meadows Of Light (Bonustrack) – 4:06

## Rezeption und Charterfolge
Trotz guter bis sehr guter Kritiken gab es keine nennenswerten Verkaufserfolge. Dank der Wiederveröffentlichungen erfreut sich das Album in Osteuropa und Südamerika aber immer noch großer Beliebtheit.